# 索绍
索绍（法語：Sochaux，法語發音：[sɔʃo]；又译索肖），法国东北部城市，勃艮第-弗朗什-孔泰大区杜省的一个市镇，隶属于蒙贝利亚尔区，其市镇面积为2.17平方公里，2022年1月1日时人口数量为3,772人，在法国城市中排名第2,847位。
索绍位于杜省东北部，蒙贝利亚尔市区东侧，萨武勒斯河与阿莱讷河交汇处右岸，是蒙贝利亚尔的一个卫星城。索绍因其为标致汽车以及索肖足球俱乐部的发源地而闻名。

## 地名来源
“索绍”一名的来源尚存在争议。根据法国史学家让·库尔蒂厄（Jean Courtieu）的观点，“Sochaux”最初以“Sous Chaux”的形式被记载，其中的“Chaux”来源于拉丁语单词“Calx”，意为石灰岩，可能与当地的自然地质景观有关；而根据当地官方网站的论述，“Sochaux”一名最初于公元406年以“Souchy”的形式被记载，该名称可能来源于当地历史上的一个贵族。
因翻译标准不同，“Sochaux”在部分汉语资料中被译为索肖。

## 历史

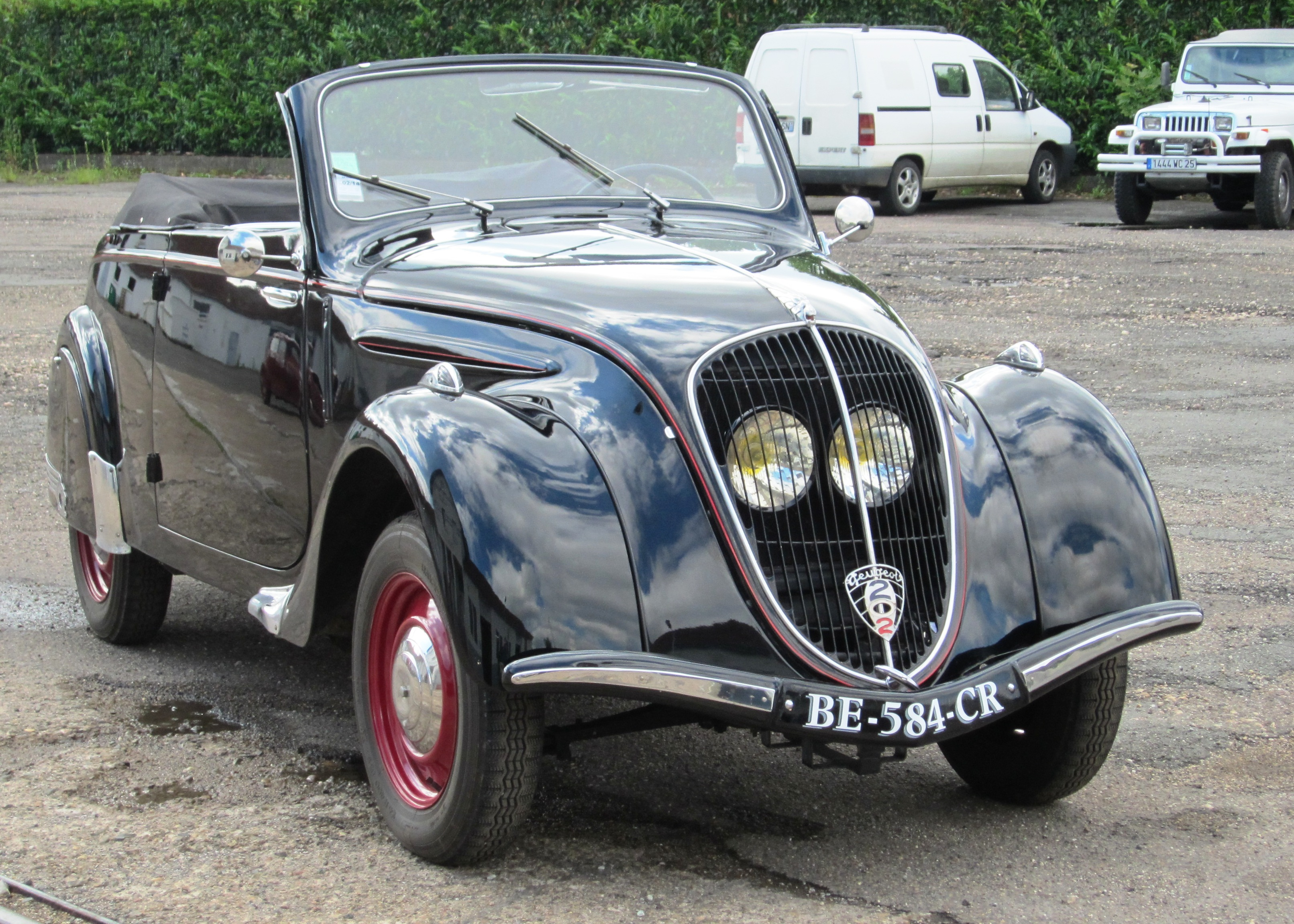
一辆标致汽车

索绍的早期历史尚不清楚，其所处的萨武勒斯河和阿莱讷河汇流处历史上多洪水，土地松软潮湿，不适合居住，致使其沿河地区历史上长期未能形成聚落。公元1185年，索绍首次在贝尔尚圣母修道院的文献中被提及，彼时该区域为蒙贝利亚尔领主的一处领地。15世纪中期，蒂尔施泰因家族曾入侵此地，索绍及其附近村庄的多处建筑物被烧毁，此后的近两个世纪内，该区域受到黑死病疫情及一系列战争的影响，社会经济出现严重衰退。法国大革命后，索绍成为杜省的一个市镇，彼时该地尚为一个人口数量不足一百的小型农业村落。普法战争后，索绍接纳了多个来自阿尔萨斯-洛林沦陷区的家庭。此后，随着工业革命的发展，当地人口数量略有增加，并出现了一些钢铁和机械生产企业。1904年，途经索绍的埃里蒙库尔河谷有轨电车建成通车。1912年，标致家族在此建立了汽车生产工厂，此后逐渐壮大成为大型跨国企业。自20世纪20年代起，索绍人口数量快速增加，其所在的蒙贝利亚尔地区成为了法国的一个区域性重工业基地。1928年，标致集团创建了索肖足球俱乐部，后者于1932年成为法国首个职业足球俱乐部。第二次世界大战期间，索绍作为重工业基地遭到了严重破坏，在1943年的一次大轰炸中，当地有125名居民遇难。二战后，索绍境内出现了新的居民区，当地人口数量有所增加，但自20世纪70年代世界能源危机爆发后，当地多个工业企业关闭，标致工厂的规模亦有缩减。

## 地理

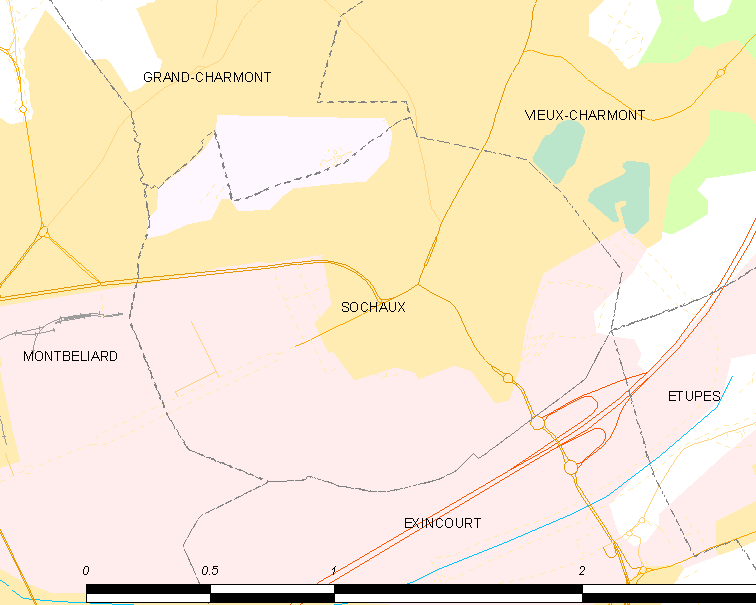
索绍市镇范围地图

索绍位于法国东北部，勃艮第-弗朗什-孔泰大区东北部和杜省东北部，距离省会贝桑松大约79公里。与索绍接壤的市镇包括：大沙尔蒙、旧沙尔蒙、埃克桑库尔、蒙贝利亚尔、埃蒂普。

### 地形
索绍位于汝拉山与孚日山之间的过渡地带，境内以浅丘为主，市镇中心地势较为平坦，近河地带略有起伏，全境海拔在317到398米之间。

### 水文
索绍位于罗讷河流域，萨武勒斯河和阿莱讷河其附近交汇，两河干流均位于索绍的市镇范围外侧。

### 植被
索绍属于温带阔叶混交林区，市区北部的拉绍城堡公园（Parc du Fort de Lachaux）是当地主要的城市绿地，市区东部亦有少量林地分布。
在鲜花城市的评比中，索绍被评为3星级鲜花城市。

### 气候
索绍在柯本气候分类法中属于带有大陆性特征的温带海洋性气候，因其距离海岸线相对较远，且海拔较高，故当地的大陆性特征相对较为明显。
距离索绍最近的常年气象站位于蒙贝利亚尔境内，以下为该气象站的数据（其中日照数据取自米卢斯-巴塞尔气象站）：
| 蒙贝利亚尔 1981年－2019年 | 蒙贝利亚尔 1981年－2019年 | 蒙贝利亚尔 1981年－2019年 | 蒙贝利亚尔 1981年－2019年 | 蒙贝利亚尔 1981年－2019年 | 蒙贝利亚尔 1981年－2019年 | 蒙贝利亚尔 1981年－2019年 | 蒙贝利亚尔 1981年－2019年 | 蒙贝利亚尔 1981年－2019年 | 蒙贝利亚尔 1981年－2019年 | 蒙贝利亚尔 1981年－2019年 | 蒙贝利亚尔 1981年－2019年 | 蒙贝利亚尔 1981年－2019年 | 蒙贝利亚尔 1981年－2019年 |
| 月份                      | 1月                       | 2月                       | 3月                       | 4月                       | 5月                       | 6月                       | 7月                       | 8月                       | 9月                       | 10月                      | 11月                      | 12月                      | 全年                      |
| ------------------------- | ------------------------- | ------------------------- | ------------------------- | ------------------------- | ------------------------- | ------------------------- | ------------------------- | ------------------------- | ------------------------- | ------------------------- | ------------------------- | ------------------------- | ------------------------- |
| 历史最高温 °C（°F）       | 18.4 (65.1)               | 21.5 (70.7)               | 25 (77)                   | 28.5 (83.3)               | 32.4 (90.3)               | 35.5 (95.9)               | 37.1 (98.8)               | 38.3 (100.9)              | 32 (90)                   | 29.9 (85.8)               | 21.5 (70.7)               | 20.6 (69.1)               | 38.3 (100.9)              |
| 平均高温 °C（°F）         | 5.3 (41.5)                | 7.5 (45.5)                | 11.5 (52.7)               | 15.2 (59.4)               | 20.1 (68.2)               | 23.3 (73.9)               | 25.4 (77.7)               | 25.3 (77.5)               | 20.3 (68.5)               | 15.6 (60.1)               | 9 (48)                    | 5.3 (41.5)                | 15.3 (59.5)               |
| 日均气温 °C（°F）         | 2.2 (36.0)                | 3.5 (38.3)                | 6.9 (44.4)                | 10 (50)                   | 14.7 (58.5)               | 17.8 (64.0)               | 19.9 (67.8)               | 19.6 (67.3)               | 15.3 (59.5)               | 11.3 (52.3)               | 5.7 (42.3)                | 2.6 (36.7)                | 10.8 (51.4)               |
| 平均低温 °C（°F）         | −0.8 (30.6)               | −0.4 (31.3)               | 2.2 (36.0)                | 4.8 (40.6)                | 9.3 (48.7)                | 12.4 (54.3)               | 14.3 (57.7)               | 13.9 (57.0)               | 10.4 (50.7)               | 6.9 (44.4)                | 2.5 (36.5)                | −0.1 (31.8)               | 6.3 (43.3)                |
| 历史最低温 °C（°F）       | −13.5 (7.7)               | −15.5 (4.1)               | −15.2 (4.6)               | −5.1 (22.8)               | 0.3 (32.5)                | 3.1 (37.6)                | 6.9 (44.4)                | 4.8 (40.6)                | 0.3 (32.5)                | −6 (21)                   | −10.3 (13.5)              | −17.3 (0.9)               | −17.3 (0.9)               |
| 平均降水量 mm（）         | 66.5 (2.62)               | 81.7 (3.22)               | 87.7 (3.45)               | 74.5 (2.93)               | 97.7 (3.85)               | 90 (3.5)                  | 91 (3.6)                  | 93.6 (3.69)               | 94.2 (3.71)               | 98.9 (3.89)               | 98.3 (3.87)               | 105.6 (4.16)              | 1,079.7 (42.51)           |
| 月均日照時數              | 74                        | 94.1                      | 138.1                     | 176.1                     | 200.1                     | 226                       | 241.3                     | 227.7                     | 164.3                     | 118.5                     | 67.8                      | 55.1                      | 1,783.1                   |
| 来源：infoclimat.fr       |                           |                           |                           |                           |                           |                           |                           |                           |                           |                           |                           |                           |                           |

## 行政区划
索绍是法国勃艮第-弗朗什-孔泰大区杜省的一个市镇，编号为25547。索绍隶属于蒙贝利亚尔区、杜省第四选区以及伯通库尔县，同时也是蒙贝利亚尔地区城市圈公共社区的组成部分。
法国国家统计与经济研究所（简称）在进行数据统计时，将索绍及相邻的另外24个市镇设为蒙贝利亚尔城市核心区，并将包括核心区在内的周边共121个市镇划为蒙贝利亚尔城市区。自2020年起，埃克桑库尔城市区被包含137个市镇的蒙贝利亚尔城市辐射区代替。此外，还将索绍市镇分为了3个“块区”（IRIS），以便于统计人口分布情况。

## 交通

### 公路
A36高速公路经过索绍市区南部，通过9号出入口连接市区，此外多条杜省省道在索绍境内交汇。
| 9 | 1 |

| 贝桑松 | 80 |

| 蒙贝利亚尔 | 4 |

| 代勒 | 17 |

2018年，61.9%的索绍家庭拥有至少一辆私人汽车。2018年，索绍境内共发生各类交通事故1起，造成1人受伤。

### 铁路
距离索绍最近的客运铁路车站为蒙贝利亚尔站，该站距离索绍大约3公里，停靠往返于贝尔福和贝桑松一线的区域列车。

### 航空
距离索绍最近的民用航空站为巴塞尔-米卢斯-弗赖堡欧洲机场，距离索绍市中心的公路里程约83公里。

### 城市公共交通
索绍是蒙贝利亚尔城市公共交通（商业名称为）的服务范围，后者是蒙贝利亚尔地区的城市公共交通系统。截至2022年6月，该系统共包括16条公交线路，其中公交3路和E线经过了索绍市区。

## 政治

### 市政内阁

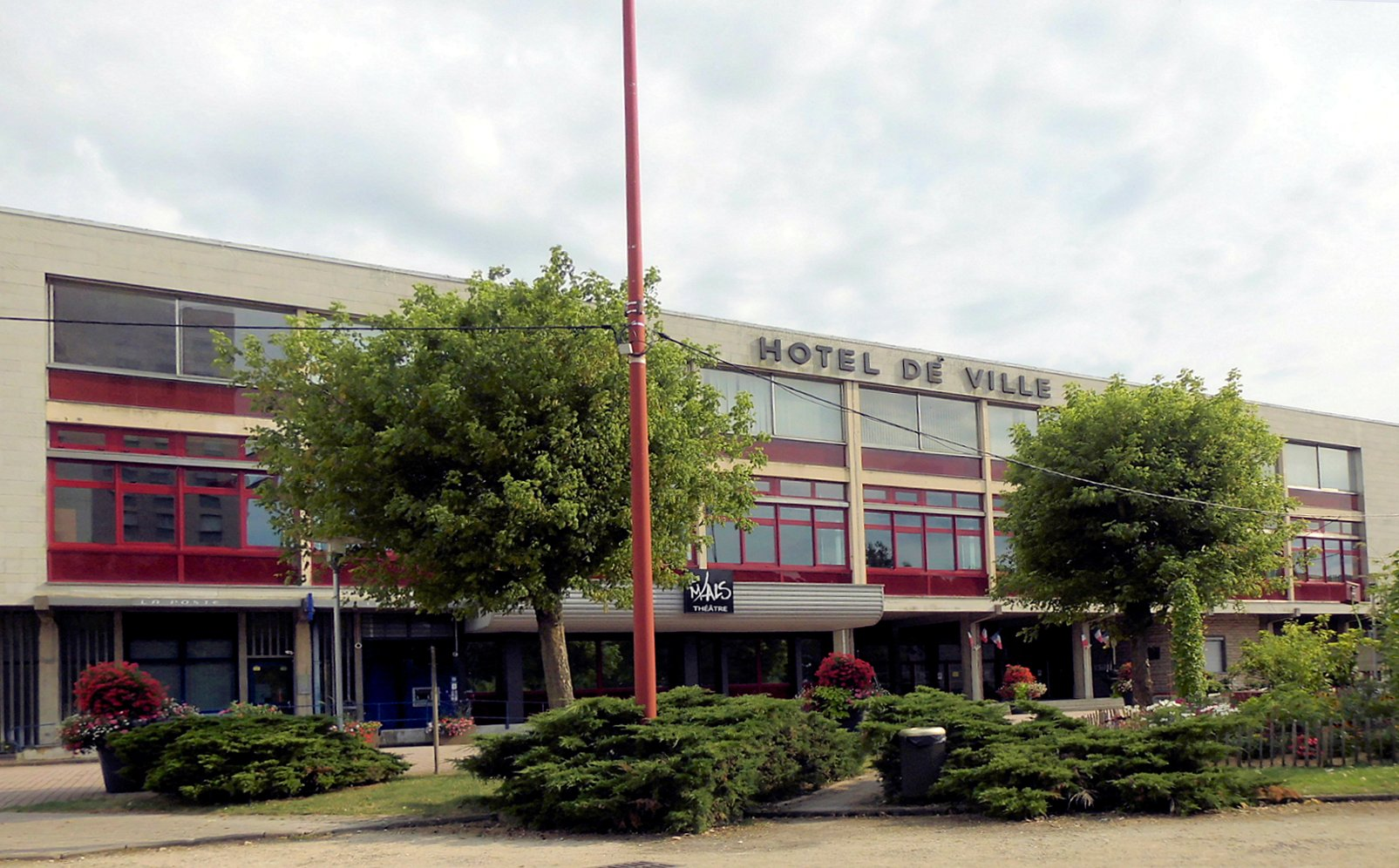
索绍市政厅

索绍的现任市长为阿尔贝·马托克-格拉博先生（Albert MATOCQ-GRABOT），他是一名左翼无党派人士，在2020年的市政选举中获得了59.58%的支持率。
| 索绍历届市长   | 索绍历届市长                              | 索绍历届市长                       |
| 任期           | 市长                                      | 党派                               |
| -------------- | ----------------------------------------- | ---------------------------------- |
| 1944年－1945年 | Gustave FALLOT 古斯塔夫·法洛              | 不详                               |
| 1945年－1947年 | Marcel MARTIN 马塞尔·马丁                 | PCF法国共产党                      |
| 1947年－1953年 | René CABURET 勒内·卡比雷                  | PCF法国共产党                      |
| 1954年－1992年 | Maurice THIÉVENT 莫里斯·蒂耶旺            | SFIO工人国际法国支部 →無黨籍       |
| 1992年－2001年 | Libéro CENCIG 利贝罗·桑西格               | RPR保衛共和聯盟                    |
| 2001年－2008年 | Aimé MOURGEON 艾梅·穆尔容                 | UMP人民运动联盟 →DVD右翼无党派人士 |
| 2008年－       | Albert MATOCQ-GRABOT 阿尔贝·马托克-格拉博 | PS社会党 →DVG左翼无党派人士        |

### 各级选举
| 索绍历届投票选举结果 | 索绍历届投票选举结果 | 索绍历届投票选举结果 | 索绍历届投票选举结果 | 索绍历届投票选举结果                   | 索绍历届投票选举结果 | 索绍历届投票选举结果 | 索绍历届投票选举结果                   | 索绍历届投票选举结果 | 索绍历届投票选举结果 |
| 选举项目             | 选举范围             | 选区单位             | 选举结果             | 选举结果                               | 选举结果             | 选举结果             | 选举结果                               | 选举结果             | 参考资料             |
| 选举项目             | 选举范围             | 选区单位             | 第一轮胜出者         | 第一轮胜出者                           | 支持率               | 第二轮胜出者         | 第二轮胜出者                           | 支持率               | 参考资料             |
| -------------------- | -------------------- | -------------------- | -------------------- | -------------------------------------- | -------------------- | -------------------- | -------------------------------------- | -------------------- | -------------------- |
| 2017年法國總統選舉   | 法國                 | 市镇                 |                      | 玛丽娜·勒庞                            | 32.04%               |                      | 埃马纽埃尔·马克龙                      | 56.64%               | [ 25 ]               |
| 2017年法国立法选举   | 杜省第四选区         | 市镇                 |                      | 弗雷德里克·巴尔比耶                    | 30.64%               |                      | 弗雷德里克·巴尔比耶                    | 54.04%               | [ 25 ]               |
| 2019年欧洲议会选举   | 法國                 | 市镇                 |                      | 若尔丹·巴尔代拉                        | 37.43%               | （不适用）           | （不适用）                             | （不适用）           | [ 27 ]               |
| 2021年法国省级选举   | 杜省                 | 县                   |                      | 马加丽·迪韦尔努瓦 阿尔贝·马托克-格拉博 | 29.72%               |                      | 马加丽·迪韦尔努瓦 阿尔贝·马托克-格拉博 | 59.98%               | [ 28 ]               |
| 2021年法国省级选举   | 杜省                 | 市镇                 |                      | 马加丽·迪韦尔努瓦 阿尔贝·马托克-格拉博 | 42.31%               |                      | 马加丽·迪韦尔努瓦 阿尔贝·马托克-格拉博 | 61.78%               | [ 28 ]               |
| 2021年法国大区选举   |                      | 市镇                 |                      | 朱利安·奥杜尔                          | 35.8%                |                      | 玛丽-吉特·迪费                         | 44.83%               | [ 29 ]               |
| 2022年法国总统选举   | 法國                 | 市镇                 |                      | 玛丽娜·勒庞                            | 32.64%               |                      | 玛丽娜·勒庞                            | 53.67%               | [ 25 ]               |

## 人口
2018年，索绍市镇人口数量为3,889，在法国排名第2,847位。其中男性2,018人，女性1,871人，75岁及以上人口占7.4%，外籍人口数量为966人，人口密度为1,792人/平方公里，当地居民被称为（男性）或（女性）。2019年，索绍境内出生35人，死亡人口47人。
| 索绍1901年－2019年人口变化情况 |
|                                |
| 数据来源：Cassini、INSEE       |

## 社会事务

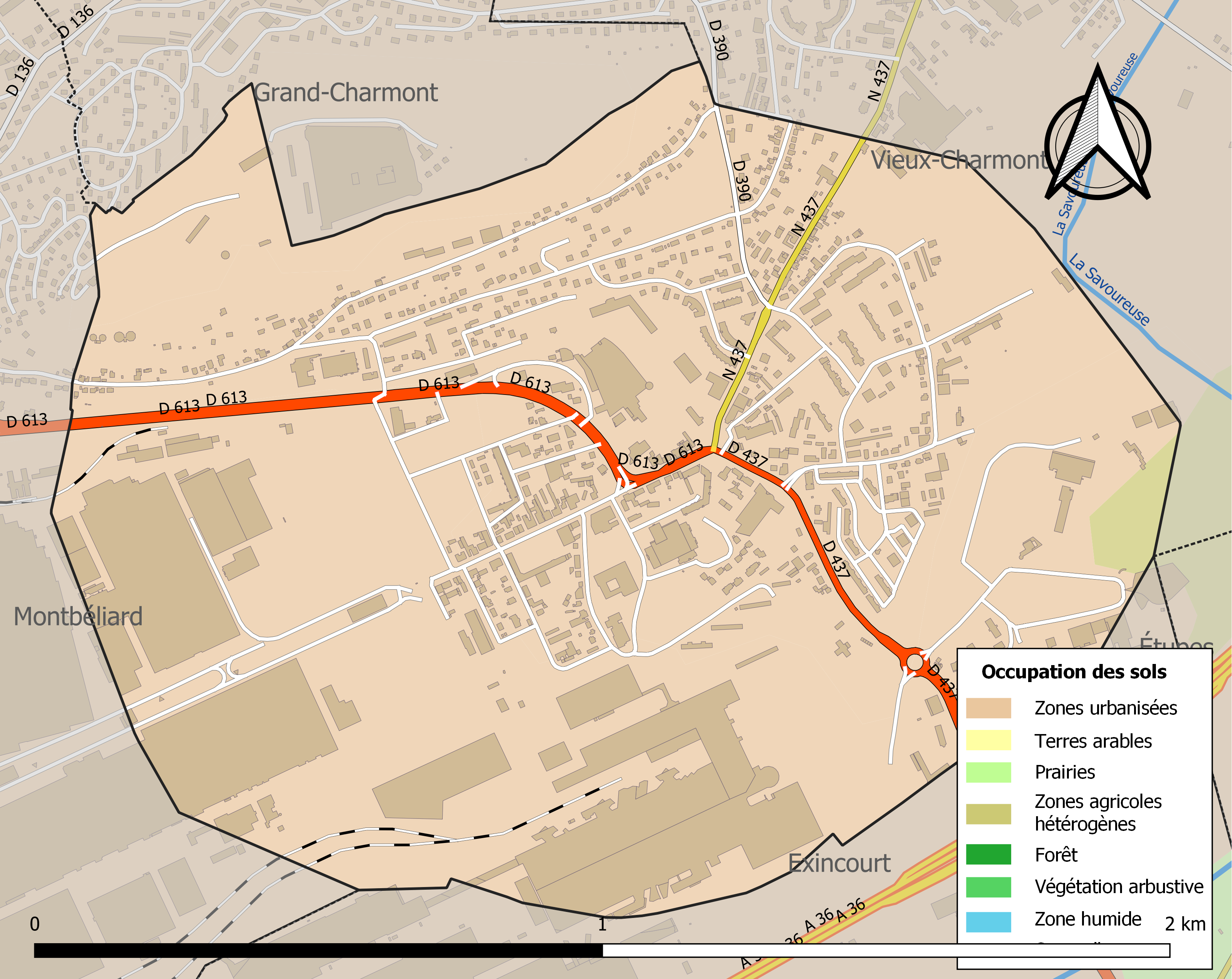
索绍土地利用情况地图

### 教育
索绍属于贝桑松学区。截止2020年1月1日，索绍境内共有2所幼儿园、2所小学和1所初级中学。2018至2019学年度，索绍境内共有在校中等教育阶段学生661名。

### 医疗
截止2020年1月1日，索绍境内共有全科医生7名、牙医2名、护士3名和助产士1名。境内共有药房3家、养老院1家、残疾人帮扶中心1家。
索绍是“北部弗朗什-孔泰中心医院”（L'Hôpital Nord Franche-Comté）的服务范围，后者是法国的一个区域性医疗机构，其米唐病区（Site Mittan）位于蒙贝利亚尔市区，距离索绍市区的正常车程在10分钟以内，该院设有床位269个，是当地规模最大的公立综合性医院。

### 住房
2018年，索绍境内共有各类住房2,154套，其中15.9%为独立式居民区，77.8%为集中式居民区。常住房屋占索绍市镇范围内居民建筑总量的85.9%。
在住房保障政策方面，2020年，索绍境内共有728户家庭获得了住房经济补助，受益人数占总人口数量的18.7%，其中694份为房租补助。

### 商业
2019年，索绍境内共有各类实体商铺74家，其中餐厅20家、大型超市1家、杂货店1家、面包房4家、肉铺1家、银行门店7家、美容美发店7家、汽车维修店4家。镇中心建有一家Intermarché超市，市区西北部则建有开放式商业街区，有Aldi、E.Leclerc等购物商场。

### 体育
2020年，索绍境内共有1家游泳池、1间体育馆、4处网球场、1处足球或橄榄球场以及1处篮球或排球场。
截至2022年6月，索绍境内共有两家注册足球俱乐部。其中索肖足球俱乐部（全名为“索肖-蒙贝利亚尔足球俱乐部”，编号500303）是当地的代表性足球队，成立于1928年，该队历史上曾获得过两次法甲冠军和两次法国杯冠军，其主队2022至2023赛季参加法国足球乙级联赛，其主场奥古斯特·博纳尔球场位于蒙贝利亚尔市镇范围内。

### 环境
索绍的环境事务由其所属的蒙贝利亚尔地区城市圈公共社区负责。2019年，索绍境内共有2家污染企业。

### 治安
索绍所在地是蒙贝利亚尔-埃里库尔警区（zone police de Montbéliard Héricourt）的管辖范围。2020年，该警区辖区内共8个市镇累计发生各类案件3,751起，其中盗窃类案件1,690起，经济类案件495起，毒品交易类案件277起。

## 文化

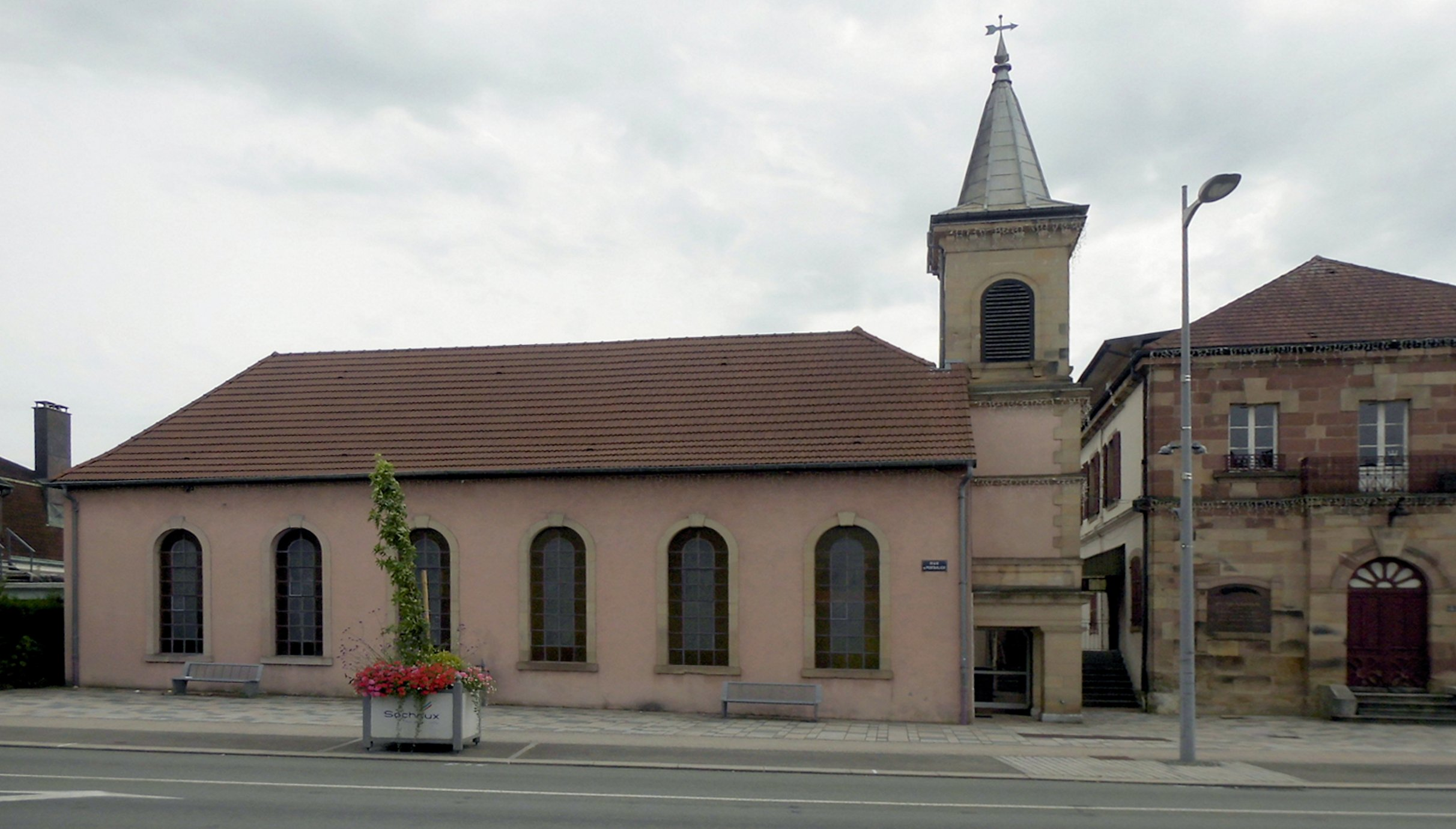
索绍路德金教堂

2020年，索绍境内暂无任何文化设施。索绍市政府提供市政图书馆（Bibliothèque Municipale），每周一、三、五向公众开放。

### 建筑
索绍境内的大部分建筑物建于20世纪以后，位于镇中心的索绍路德金教堂（Eglise Luthérienne de Sochaux）当地的地标性建筑物。

### 旅游
索绍的旅游事务由其所属的蒙贝利亚尔地区城市圈公共社区负责。2021年，索绍境内共有3家酒店共计202间房间。

### 媒体
法国主要的媒体均可在索绍接收，法国电视三台下属的勃艮第-弗朗什-孔泰大区频道在部分时段播出索绍所属区域的地方新闻。蓝色法兰西贝尔福-蒙贝利亚尔广播、BIP广播、《东部共和国人报》等是当地主要的地方媒体。

## 友好城市
截至2022年6月，索绍暂未建立任何友好城市关系。